# Aslambek Abdulkhadzhiev
Aslambek Abdulkhadzhiev (født 1. januar 1962, død 26. august 2002) var en tjetjensk militærleder og terrorist og tæt allierede med Sjamil Basajev.
Abdulkhadzhiev var med Basajev leder af terrorangrebet i Budyonnovsk i 1995 hvor tjetjenske terrorister angreb et hospital i den sydrussiske by Budjonovsk og tog mellem 1.500 og 1.800 gidsler, inklusiv børn og fødende kvinder. Under angrebet omkom over 140 af gidslerne.
Tilsyneladende fortrød Abdulkhadzhiev Budjonovsk, som han beskrev som en "tragdie" der "aldrig vil blive gentaget". (Basajev sagde at de havde "forvandlet sig til vilde dyr").
Aslambek Abdulkhadzhiev blev dræbt af russiske specialstyrker den 26. august 2002 i den tjetjenske by Shali